# Eiskunstlauf-Weltmeisterschaften 1977
Die 67. Eiskunstlauf-Weltmeisterschaften fanden vom 1. bis 6. März 1977 in der Kokuritsu Yoyogi Kyōgijō in Tokio (Japan) statt.

## Ergebnisse
- P = Pflicht
- PT = Pflichttanz
- K = Kür
- KP = Kurzprogramm
- B = Bewertung

### Herren
| Platz | Sportler               | Land                   | P  | KP | K  | B   |
| ----- | ---------------------- | ---------------------- | -- | -- | -- | --- |
| 1     | Wladimir Kowaljow      | Sowjetunion            | 1  | 2  | 3  | 16  |
| 2     | Jan Hoffmann           | DDR                    | 2  | 1  | 2  | 18  |
| 3     | Minoru Sano            | Japan                  | 6  | 4  | 1  | 24  |
| 4     | David Santee           | Vereinigte Staaten     | 4  | 9  | 5  | 40  |
| 5     | Charles Tickner        | Vereinigte Staaten     | 5  | 3  | 7  | 42  |
| 6     | Ronald Shaver          | Kanada                 | 9  | 8  | 6  | 61  |
| 7     | Juri Owtschinnikow     | Sowjetunion            | 7  | 6  | 8  | 64  |
| 8     | Mitsuru Matsumura      | Japan                  | 15 | 11 | 4  | 73  |
| 9     | Scott Cramer           | Vereinigte Staaten     | 8  | 10 | 9  | 73  |
| 10    | Pekka Leskinen         | Finnland               | 3  | 12 | 11 | 89  |
| 11    | Konstantin Kokora      | Sowjetunion            | 11 | 7  | 10 | 94  |
| 12    | Roland Koppelent       | Österreich             | 14 | 14 | 13 | 118 |
| 13    | Kurt Kürzinger         | BR Deutschland         | 13 | 13 | 14 | 121 |
| 14    | Brian Pockar           | Kanada                 | 16 | 15 | 12 | 122 |
| 15    | Jean-Christophe Simond | Frankreich             | 12 | 16 | 15 | 125 |
| 16    | William Schober        | Australien             | 17 | 17 | 16 | 144 |
| 17    | Soo Bong Han           | Südkorea               | 18 | 18 | 17 | 153 |
|       | Robin Cousins          | Vereinigtes Königreich | 10 | 5  |    | Z   |

- Z = Zurückgezogen
- Schiedsrichter: Josef Dědič  Tschechoslowakei
- Assistenzschiedsrichter: Kinuko Ueno  Japan

Punktrichter:
- Gerhardt Bubnik  Tschechoslowakei
- Erika Schiechtl  BR Deutschland
- Geoffrey Yates  Vereinigtes Königreich
- David Dore  Kanada
- Walentin Pissejew  Sowjetunion
- Goro Ishimaru  Japan
- Edith M. Shoemaker  Vereinigte Staaten
- Helga von Wiecki  DDR
- Sydney R. Croll  Australien

Ersatz-Punktrichterin:
- Monique Georgelin  Frankreich

### Damen
| Platz | Sportlerin                | Land               | P  | KP | K  | B   |
| ----- | ------------------------- | ------------------ | -- | -- | -- | --- |
| 1     | Linda Fratianne           | Vereinigte Staaten | 4  | 1  | 2  | 10  |
| 2     | Anett Pötzsch             | DDR                | 1  | 6  | 3  | 22  |
| 3     | Dagmar Lurz               | BR Deutschland     | 2  | 3  | 8  | 43  |
| 4     | Barbara Smith             | Vereinigte Staaten | 5  | 4  | 7  | 43  |
| 5     | Wendy Burge               | Vereinigte Staaten | 7  | 2  | 4  | 41  |
| 6     | Susanna Driano            | Italien            | 3  | 7  | 9  | 50  |
| 7     | Jelena Wodoresowa         | Sowjetunion        | 13 | 5  | 1  | 59  |
| 8     | Lynn Nightingale          | Kanada             | 8  | 9  | 5  | 66  |
| 9     | Marion Weber              | DDR                | 6  | 12 | 10 | 80  |
| 10    | Denise Biellmann          | Schweiz            | 12 | 8  | 6  | 87  |
| 11    | Claudia Kristofics-Binder | Österreich         | 9  | 10 | 12 | 103 |
| 12    | Emi Watanabe              | Japan              | 11 | 11 | 13 | 106 |
| 13    | Heather Kemkaran          | Kanada             | 14 | 13 | 11 | 113 |
| 14    | Garnet Ostermeier         | BR Deutschland     | 10 | 14 | 14 | 124 |
| 15    | Karena Richardson         | Kanada             | 19 | 16 | 15 | 133 |
| 16    | Susan Broman              | Finnland           | 15 | 15 | 16 | 150 |
| 17    | Robyn Burley              | Australien         | 16 | 18 | 17 | 154 |
| 18    | Marie-Claude Bierre       | Frankreich         | 17 | 17 | 18 | 159 |
| 19    | Franca Bianconi           | Italien            | 21 | 20 | 19 | 176 |
| 20    | Hyun Joo Lee              | Südkorea           | 18 | 21 | 21 | 178 |
| 21    | Lotta Crispin             | Schweden           | 20 | 19 | 20 | 182 |

- Schiedsrichterin: Sonia Bianchetti  Italien
- Assistenzschiedsrichter: Benjamin Wright  Vereinigtes Königreich

Punktrichter:
- Giovanni De Mori  Italien
- Günter Teichmann  DDR
- Jürg Wilhelm  Schweiz
- Geoffrey Yates  Vereinigtes Königreich
- Yvonne S. McGowan  Vereinigte Staaten
- Ludwig Gassner  Österreich
- Norris Bowden  Kanada
- Leena Vainio  Finnland
- Eugen Romminger  BR Deutschland

Ersatz-Punktrichter:
- Tsukasa Kimura  Japan

### Paare
| Platz | Sportler                                | Land               | KP | K  | B   |
| ----- | --------------------------------------- | ------------------ | -- | -- | --- |
| 1     | Irina Rodnina / Alexander Saizew        | Sowjetunion        | 1  | 1  | 9   |
| 2     | Irina Worobjowa / Alexander Wlassow     | Sowjetunion        | 2  | 2  | 23  |
| 3     | Tai Babilonia / Randy Gardner           | Vereinigte Staaten | 3  | 3  | 29  |
| 4     | Marina Tscherkassowa / Sergei Schachrai | Sowjetunion        | 4  | 4  | 36  |
| 5     | Manuela Mager / Uwe Bewersdorf          | DDR                | 5  | 5  | 42  |
| 6     | Ingrid Spieglová / Alan Spiegl          | Tschechoslowakei   | 6  | 6  | 57  |
| 7     | Gail Hamula / Frank Sweiding            | Vereinigte Staaten | 7  | 7  | 63  |
| 8     | Susanne Scheibe / Andreas Nischwitz     | BR Deutschland     | 8  | 9  | 78  |
| 9     | Sheryl Franks / Michael Botticelli      | Vereinigte Staaten | 9  | 8  | 73  |
| 10    | Serri Baier / Robin Cowan               | Kanada             | 11 | 10 | 91  |
| 11    | Gabrielle Beck / Jochen Stahl           | BR Deutschland     | 10 | 11 | 96  |
| 12    | Elizabeth Cain / Peter Cain             | Australien         | 13 | 12 | 106 |
| 13    | Kyoko Hagiwara / Sumio Murata           | Japan              | 12 | 13 | 116 |

- Schiedsrichter: Donald H. Gilchrist  Kanada
- Assistenzschiedsrichterin: Kikuko Minami  Japan

Punktrichter:
- Gerhardt Bubnik  Tschechoslowakei
- Erika Schiechtl  BR Deutschland
- Geoffrey Yates  Vereinigtes Königreich
- David Dore  Kanada
- Walentin Pissejew  Sowjetunion
- Goro Ishimaru  Japan
- Edith M. Shoemaker  Vereinigte Staaten
- Helga von Wiecki  DDR
- Sydney R. Croll  Australien

Ersatz-Punktrichterin:
- Monique Georgelin  Frankreich

### Eistanz
| Platz | Sportler                                 | Land                   | PT | K  | B   |
| ----- | ---------------------------------------- | ---------------------- | -- | -- | --- |
| 1     | Irina Moissejewa / Andrei Minenkow       | Sowjetunion            | 1  | 1  | 9   |
| 2     | Janet Thompson / Warren Maxwell          | Vereinigtes Königreich | 2  | 2  | 24  |
| 3     | Natalja Linitschuk / Gennadi Karponossow | Sowjetunion            | 4  | 3  | 28  |
| 4     | Krisztina Regőczy / András Sallay        | Ungarn                 | 3  | 4  | 29  |
| 5     | Marina Sujewa / Andrei Witman            | Sowjetunion            | 5  | 5  | 45  |
| 6     | Susan Carscallen / Eric Gillies          | Kanada                 | 6  | 7  | 58  |
| 7     | Kay Barsdell / Kenneth Foster            | Vereinigtes Königreich | 7  | 6  | 65  |
| 8     | Liliana Řeháková / Stanislav Drastich    | Tschechoslowakei       | 9  | 8  | 73  |
| 9     | Judi Genovesi / Kent Weigle              | Vereinigte Staaten     | 8  | 9  | 77  |
| 10    | Lorna Wighton / John Dowding             | Kanada                 | 10 | 10 | 90  |
| 11    | Isabella Rizzi / Luigi Freroni           | Italien                | 11 | 11 | 100 |
| 12    | Susan Kelley / Andrew Stroukoff          | Vereinigte Staaten     | 13 | 12 | 108 |
| 13    | Susi Handschmann / Peter Handschmann     | Österreich             | 12 | 13 | 116 |
| 14    | Misa Kage / Masanori Takeda              | Japan                  | 14 | 14 | 123 |

- Schiedsrichter: Lawrence Demmy  Vereinigtes Königreich
- Assistenzschiedsrichter: George J. Blundun  Kanada

Punktrichter:
- Ludwig Gassner  Österreich
- Pamela Davis  Vereinigtes Königreich
- Klára Kozári  Ungarn
- Mary Louise Wright  Vereinigte Staaten
- Ennio Bernazzali  Italien
- Irina Absaljamowa  Sowjetunion
- Gerhardt Bubnik  Tschechoslowakei
- Tsukasa Kimura  Japan
- Joyce Hisey  Kanada

Ersatz-Punktrichter:
- Eugen Romminger  BR Deutschland

## Medaillenspiegel
| Platz | Land                            | Gold | Silber | Bronze | Gesamt |
| ----- | ------------------------------- | ---- | ------ | ------ | ------ |
| 1     | Sowjetunion                     | 3    | 1      | 1      | 5      |
| 2     | Vereinigte Staaten              | 1    | –      | 1      | 2      |
| 3     | Deutsche Demokratische Republik | –    | 2      | –      | 2      |
| 4     | Vereinigtes Königreich          | –    | 1      | –      | 1      |
| 5     | BR Deutschland                  | –    | –      | 1      | 1      |
| 5     | Japan                           | –    | –      | 1      | 1      |